# Coclois
Coclois est une commune française, située dans le département de l'Aube en région Grand Est.

## Géographie
| Nogent-sur-Aube    |            | Dommartin-le-Coq |
|                    | Coclois    | Brillecourt      |
| Avant-lès-Ramerupt | Verricourt |                  |

Le village est traversé par l'Auzon (affluent de l'Aube), la D 5 et la D 441. La commune est baignée par l'Aube (rivière).

### Topographie
Le cadastre de 1837 cite le Gros-Gagnage, le Moulin-à-Vent et Marolle comme lieux-dits.
Coclois serait une forme dérivée du latin cortis pour cour d'un établissement.

### Hydrographie
La commune est dans la région hydrographique « la Seine de sa source au confluent de l'Oise (exclu) » au sein du bassin Seine-Normandie. Elle est drainée par l'Aube, l'Auzon, le canal 01 de la commune de Coclois et le Fossé 01 de Bas Prés,.
L'Aube, d'une longueur de 249 km, prend sa source dans la commune d'Auberive et se jette  dans la Seine à Marcilly-sur-Seine, après avoir traversé 82 communes.
L'Auzon, d'une longueur de 40 km, prend sa source dans la commune de Piney et se jette  dans l'Aube à Morembert, après avoir traversé neuf communes.

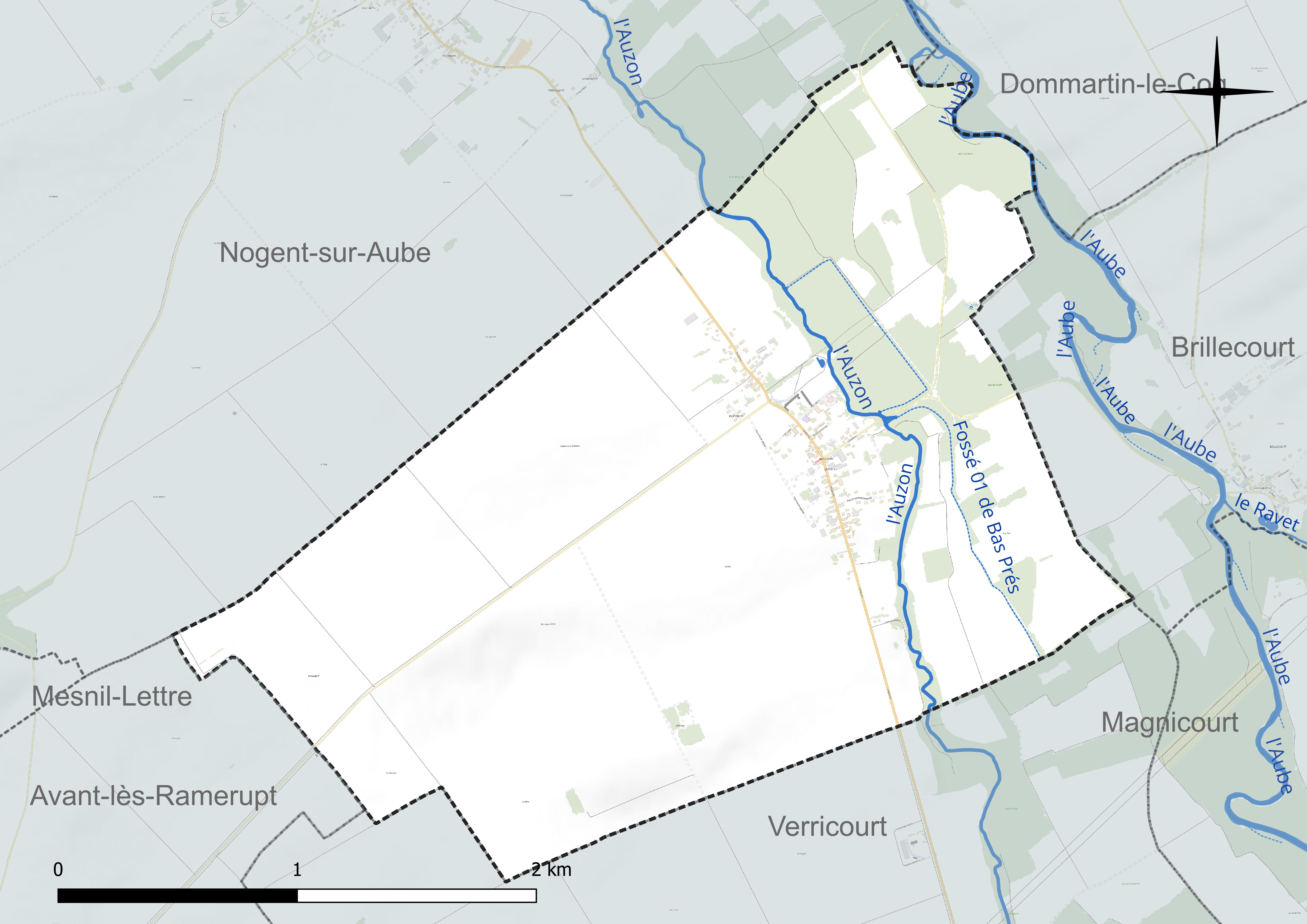
Réseau hydrographique de Coclois.

### Climat
Pour des articles plus généraux, voir Climat du Grand Est et Climat de l'Aube.
En 2010, le climat de la commune est de type climat océanique dégradé des plaines du Centre et du Nord, selon une étude du Centre national de la recherche scientifique s'appuyant sur une série de données couvrant la période 1971-2000. En 2020, Météo-France publie une typologie des climats de la France métropolitaine dans laquelle la commune est exposée à un climat océanique altéré et est dans la région climatique Nord-est du bassin Parisien, caractérisée par un ensoleillement médiocre, une pluviométrie moyenne régulièrement répartie au cours de l’année et un hiver froid (3 °C).
Pour la période 1971-2000, la température annuelle moyenne est de 10,5 °C, avec une amplitude thermique annuelle de 16 °C. Le cumul annuel moyen de précipitations est de 725 mm, avec 12,1 jours de précipitations en janvier et 8 jours en juillet. Pour la période 1991-2020, la température moyenne annuelle observée sur la station météorologique de Météo-France la plus proche, « Mathaux-Étape », sur la commune de Mathaux à 15 km à vol d'oiseau, est de 11,5 °C et le cumul annuel moyen de précipitations est de 733,9 mm. 
La température maximale relevée sur cette station est de 41,5 °C, atteinte le 25 juillet 2019 ; la température minimale est de −18 °C, atteinte le 2 janvier 1997,,.
Les paramètres climatiques de la commune ont été estimés pour le milieu du siècle (2041-2070) selon différents scénarios d'émission de gaz à effet de serre à partir des nouvelles projections climatiques de référence DRIAS-2020. Ils sont consultables sur un site dédié publié par Météo-France en novembre 2022.

## Urbanisme

### Typologie
Au 1er janvier 2024, Coclois est catégorisée commune rurale à habitat dispersé, selon la nouvelle grille communale de densité à 7 niveaux définie par l'Insee en 2022.
Elle est située hors unité urbaine. Par ailleurs la commune fait partie de l'aire d'attraction de Troyes, dont elle est une commune de la couronne,. Cette aire, qui regroupe 209 communes, est catégorisée dans les aires de 200 000 à moins de 700 000 habitants,.

### Occupation des sols
L'occupation des sols de la commune, telle qu'elle ressort de la base de données européenne d’occupation biophysique des sols Corine Land Cover (CLC), est marquée par l'importance des territoires agricoles (79,3 % en 2018), une proportion sensiblement équivalente à celle de 1990 (80,1 %). La répartition détaillée en 2018 est la suivante : 
terres arables (66 %), forêts (14,4 %), zones agricoles hétérogènes (13,3 %), zones urbanisées (6,3 %). L'évolution de l’occupation des sols de la commune et de ses infrastructures peut être observée sur les différentes représentations cartographiques du territoire : la carte de Cassini (XVIIIe siècle), la carte d'état-major (1820-1866) et les cartes ou photos aériennes de l'IGN pour la période actuelle (1950 à aujourd'hui).

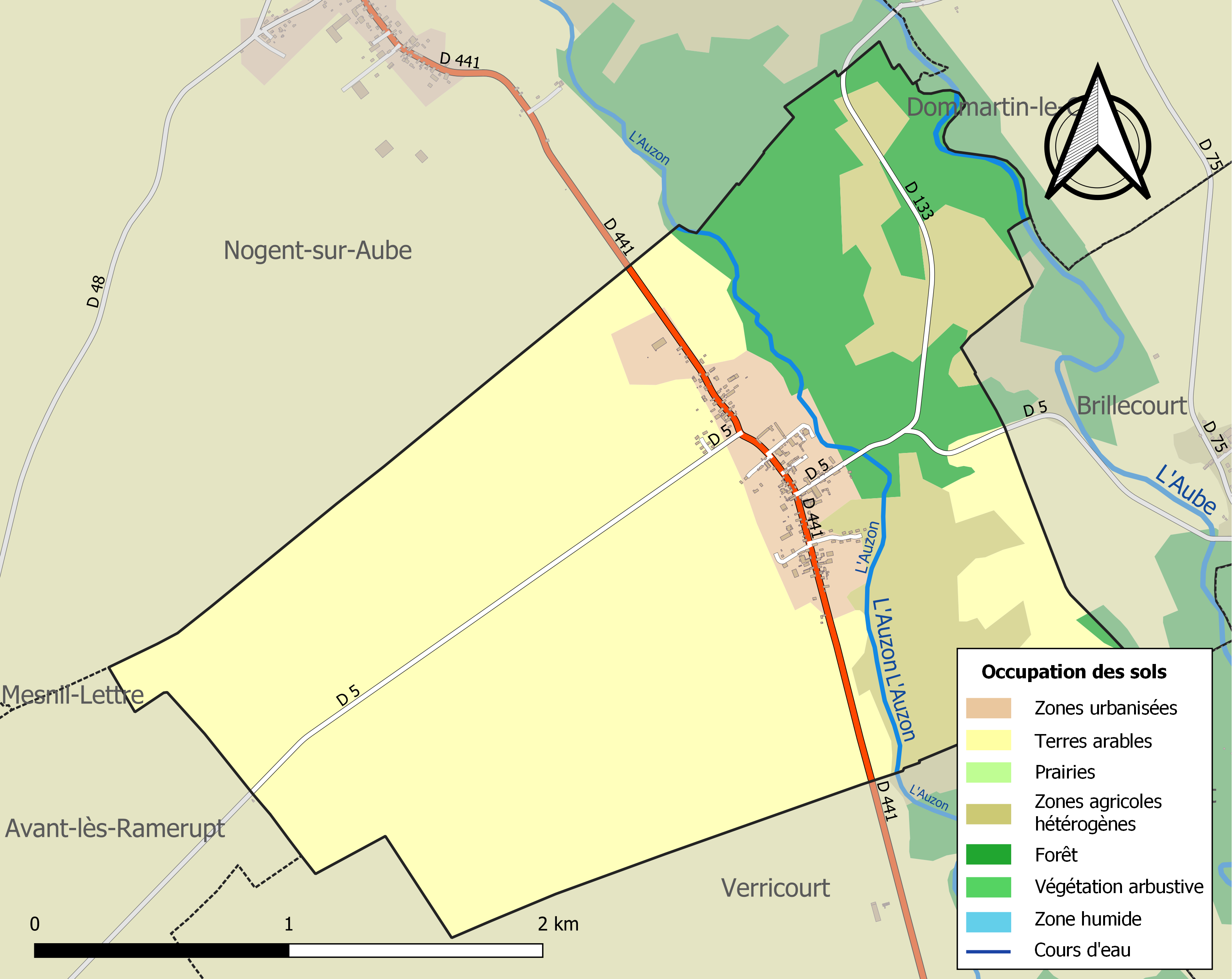
Carte des infrastructures et de l'occupation des sols de la commune en 2018 (CLC).

## Histoire
Les traces d'un pont sur l'Aube montre que la voie romaine passait là. Coclois est citée sur un diplôme de Charles le Chauve entre 840 et 854 qui confirmait les possessions de l'abbaye Saint-Pierre de Montier-la-Celle. Pierre, comte de Dammartin faisait, entre 1089 et 1125 don de terres de Coclois à l'abbaye de Molesme. La seigneurie relevait de Ramerupt, passait en 1441 au comte de Bar-le-Duc, puis en 1633 à Gabriel des Réaulx pour 12 000 livres. Il était maître d'hôtel ordinaire du roi, baron de Lirey. 

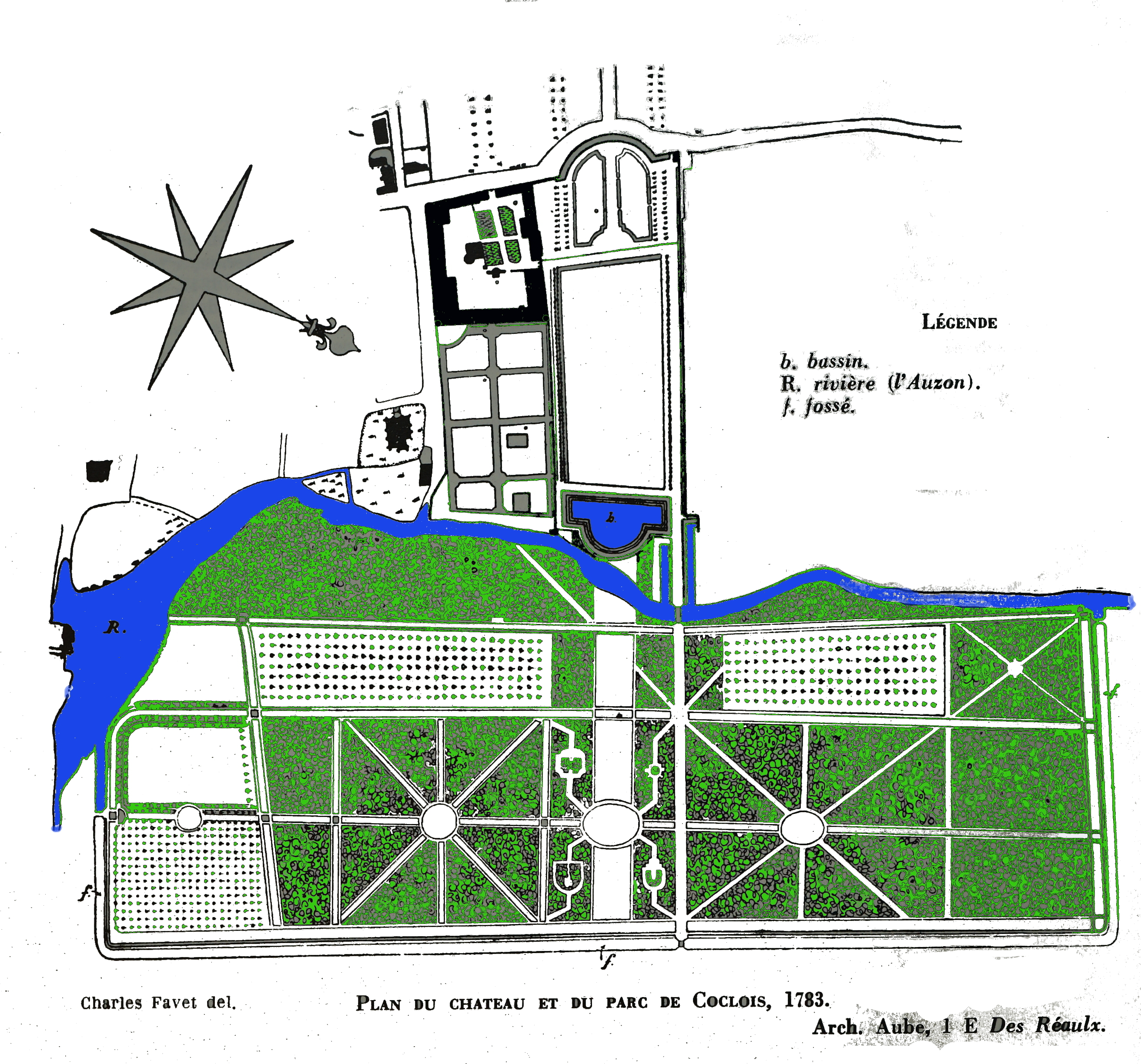
Parc et château.

Le château et son parc appartenaient jusqu'à la Révolution à la famille des Réaulx. En 1690, Louis des Réaulx obtint l'érection de sa terre en marquisat sous le nom des Réaulx. Son descendant, Anne-François, prévoyait de bâtir un nouveau château, projet qui n'aboutit pas à cause de la Révolution. De nos jours, bien que le nom des Réaulx ait disparu à jamais, il existe des descendants qui habitent toujours le château. Le dernier marquis des Réaulx fut François marquis des Réaulx, dont le domaine appartient actuellement à son petit-fils Jean, comte Rougane de Chanteloup, qui est avocat au barreau de Troyes. En 1789, le village dépendait de l'intendance et de la généralité de Châlons, de l'élection de Troyes et du bailliage de Chaumont.

### Marolle
Dit aussi Le Gros-Gagnage fut un fief érigé en 1596 pour Pierre de Marolle, gruyer et maître d'hôtel de François de Luxembourg, abbé de Hautefontaine. Guillemette Bouvot, veuve de Pierre en héritait puis sa fille Guillemettɛ, épouse de Gabriel des Réaulx.

## Politique et administration
Coclois a été chef-lieu de canton entre 1790 et l'an IX.

### Administration municipale
| Période                                  | Période  | Identité                                       | Étiquette | Qualité  |
| ---------------------------------------- | -------- | ---------------------------------------------- | --------- | -------- |
| mars 2001                                | En cours | Patrick Maufroy Réélu pour le mandat 2020-2026 | DVD       | Retraité |
| Les données manquantes sont à compléter. |          |                                                |           |          |

### Intercommunalité
La commune fait partie de la communauté de communes de la Région de Ramerupt.

## Démographie
L'évolution du nombre d'habitants est connue à travers les recensements de la population effectués dans la commune depuis 1793. Pour les communes de moins de 10 000 habitants, une enquête de recensement portant sur toute la population est réalisée tous les cinq ans, les populations de référence des années intermédiaires étant quant à elles estimées par interpolation ou extrapolation. Pour la commune, le premier recensement exhaustif entrant dans le cadre du nouveau dispositif a été réalisé en 2006.

En 2022, la commune comptait 171 habitants, en évolution de −3,39 % par rapport à 2016 (Aube : +0,7 %, France hors Mayotte : +2,11 %).
| 1793 | 1800 | 1806 | 1821 | 1831 | 1836 | 1841 | 1846 | 1851 |
| ---- | ---- | ---- | ---- | ---- | ---- | ---- | ---- | ---- |
| 273  | 279  | 257  | 283  | 325  | 304  | 302  | 302  | 306  |

| 1856 | 1861 | 1866 | 1872 | 1876 | 1881 | 1886 | 1891 | 1896 |
| ---- | ---- | ---- | ---- | ---- | ---- | ---- | ---- | ---- |
| 315  | 293  | 308  | 273  | 295  | 264  | 272  | 264  | 257  |

| 1901 | 1906 | 1911 | 1921 | 1926 | 1931 | 1936 | 1946 | 1954 |
| ---- | ---- | ---- | ---- | ---- | ---- | ---- | ---- | ---- |
| 241  | 223  | 210  | 194  | 172  | 185  | 170  | 173  | 184  |

| 1962 | 1968 | 1975 | 1982 | 1990 | 1999 | 2006 | 2011 | 2016 |
| ---- | ---- | ---- | ---- | ---- | ---- | ---- | ---- | ---- |
| 158  | 125  | 127  | 122  | 123  | 143  | 181  | 187  | 177  |

| 2021 | 2022 | - | - | - | - | - | - | - |
| ---- | ---- | - | - | - | - | - | - | - |
| 172  | 171  | - | - | - | - | - | - | - |

## Culture locale et patrimoine

### Lieux et monuments
- Église Saint-Maurice de Coclois classée.
- Château de Coclois.

## Héraldique
| Blason de Coclois | Blason  | D'or à deux bandes ondées et abaissées d'azur, accompagnée en chef senestre d'un léopard lionné monstrueux de sable, au visage de carnation barbé et chevelé de sable; au franc-quartier de sinople chargé d'une tête de cheval coupée d'argent, bridée de gueules. |
| Blason de Coclois | Détails | Créé par JF Binon. Entête d'un document de la mairie.(2025) |